# Filipp Yegórov
Filipp Yevguénievich Yegórov –en ruso, Филипп Евгеньевич Егоров– (Oriol, URSS, 8 de junio de 1978) es un deportista ruso que compitió en bobsleigh en la modalidad cuádruple. 
Participó en tres Juegos Olímpicos de Invierno, entre los años 2002 y 2010, obteniendo una medalla de plata en Turín 2006, en la prueba cuádruple (junto con Alexandr Zubkov, Alexei Seliverstov y Alexei Voyevoda).
Ganó dos medallas de plata en el Campeonato Europeo de Bobsleigh, en los años 2011 y 2012.

## Palmarés internacional
| Juegos Olímpicos   | Juegos Olímpicos      | Juegos Olímpicos | Juegos Olímpicos |
| Año                | Lugar                 | Medalla          | Prueba           |
| ------------------ | --------------------- | ---------------- | ---------------- |
| 2006               | Turín (Italia)        | Medalla de plata | Cuádruple        |
| Campeonato Europeo |                       |                  |                  |
| Año                | Lugar                 | Medalla          | Prueba           |
| 2011               | Winterberg (Alemania) | Medalla de plata | Cuádruple        |
| 2012               | Altenberg (Alemania)  | Medalla de plata | Cuádruple        |